# Straß in Steiermark
Straß in Steiermark é um município da Áustria, situado no distrito de Leibnitz, na estado da Estíria. Tem 47,58 km² de área e sua população em 2019 foi estimada em 6.283 habitantes.